# Testamento (La resa dei conti)
Testamento (La resa dei conti) è un singolo dei DJ producer italiani Slait, MILES e Low Kidd, in collaborazione con il rapper J Lord e la cantante Shari, pubblicato il 29 ottobre 2021 tramite le etichette Arista, Sony e Machete Empire.

## Descrizione
La canzone è stata utilizzata come colonna sonora nella serie tv Gomorra. 

## Tracce
Testi di Ignazio Pisano, Davide Petrella, Lord Johnson, Shari Noioso, Nicolò Pucciarmati, musiche di Slait, Low Kidd, MILES.
1. Testamento (La resa dei conti) (feat. J Lord & Shari) – 3:59